# Van der Hooghe van Borssele
Van der Hooghe van Borssele is de naam van een notabele Zeeuwse familie die, van de vijftiende tot de achttiende eeuw, over verschillende generaties hoge functies en opname in de adelstand verwierf.

## Van der Hooghe
Het Slot Ter Hooghe, eigendom die de familie van Borssele in Middelburg bezat, en waar Lodewijk van Gruuthuse verblijf hield tijdens de uitoefening van zijn ambt van stadhouder van Holland en Zeeland, werd verkocht aan een Middelburgse poorter, Adriaan Jacobszoon. Hij zou, volgens de nazaten, op 9 mei 1485 open brieven hebben gekregen van aartshertog Maximiliaan waardoor hij ‘van der Hooghe’ als zijn familienaam mocht aannemen.
Bij Van Dycke wordt zelfs gemeld dat hij door deze open brieven de toelating kreeg de wapens van Borssele te voeren met bovenop een kroon met dertien parels. Voor beide voorrechten is geen document bekend, maar op de gemelde datum bestaat een document met een veel bescheidener inhoud: het gaf vergunning aan Adriaan om langs de openbare weg bomen te planten bij zijn nieuw verworven eigendom. Hoe dan ook, na aankoop van het landgoed, noemden Adriaan en de zijnen zich voortaan Van der Hooghe.
De familie was aan een steile maatschappelijke opgang bezig, eerst in Middelburg, weldra in heel Zeeland. Zo werd Pieter van der Hooghe († 1607) Eerste edele van Zeeland, vertegenwoordiger in Zeeland van de katholieke prins Filips Willem van Oranje en rentmeester-generaal van de Domeinen van Zeeland Bewestenschelde.

## Van der Hooghe van Borssele
Joos van der Hooghe († 1666), burgemeester van Middelburg, was de laatste die het bij die naam hield. Zijn nakomelingen voegden de prestigieuze naam Van Borssele aan de hunne toe. Zijn zoon Jacob van der Hooghe (1622-1686) liet talrijke opzoekingen verrichten en stambomen opmaken waaruit moest blijken dat een Nicolaas van Borssele van Zandycke in Middelburg, de vader was van de eerste Van der Hooghe, met als enige 'bewijs' dat deze eerste Van der Hooghe, Jacop Clayszoon heette.
Een groot aantal documenten werd verzameld, aangekocht of gefabriceerd. Zo veel mogelijk oude documenten afkomstig van de uitgestorven families werden bijeengebracht of gekopieerd, teneinde de indruk te wekken dat het om van oudsher bewaarde familiearchieven ging. Volgens de gewoonten van de tijd werden sommige documenten 'bijgewerkt'.

## Van Borssele van der Hooghe
Jacob van der Hooghe werd lid van de Raad van State en noemde zich van Borssele van der Hooghe, heer van Geldermalsen. Hij voerde het ongebroken wapen van de wettige afstammelingen van Borssele. Na hem noemden sommige familieleden zich gewoon Van Borssele.
De maatschappelijke opgang zette zich door:
- Adriaan van Borssele van der Hooghe, heer van Geldermalsen (1658-1727) was lid van de Raad van State en was een van de onderhandelaars van het Barrièretraktaat (1715).
- Zijn broer Philips-Jacob van Borssele van der Hooghe (1670-1735), heer van Voorhout was in 1701 rentmeester-generaal van Brabant en werd ook ambassadeur in Londen.
- Jan van Borssele van der Hooghe (1707-1764), zoon van Adriaan, was onder meer directeur van de Vereenigde Oostindische Compagnie (VOC) en gaf de naam Geldermalsen aan een schip dat vanaf 1748 voer tot het in 1752 in de Zuid-Chinese Zee verging. Hij stond in de gunst bij stadhouder Willem IV van Oranje-Nassau die hem tot eerste edele van Zeeland aanstelde.

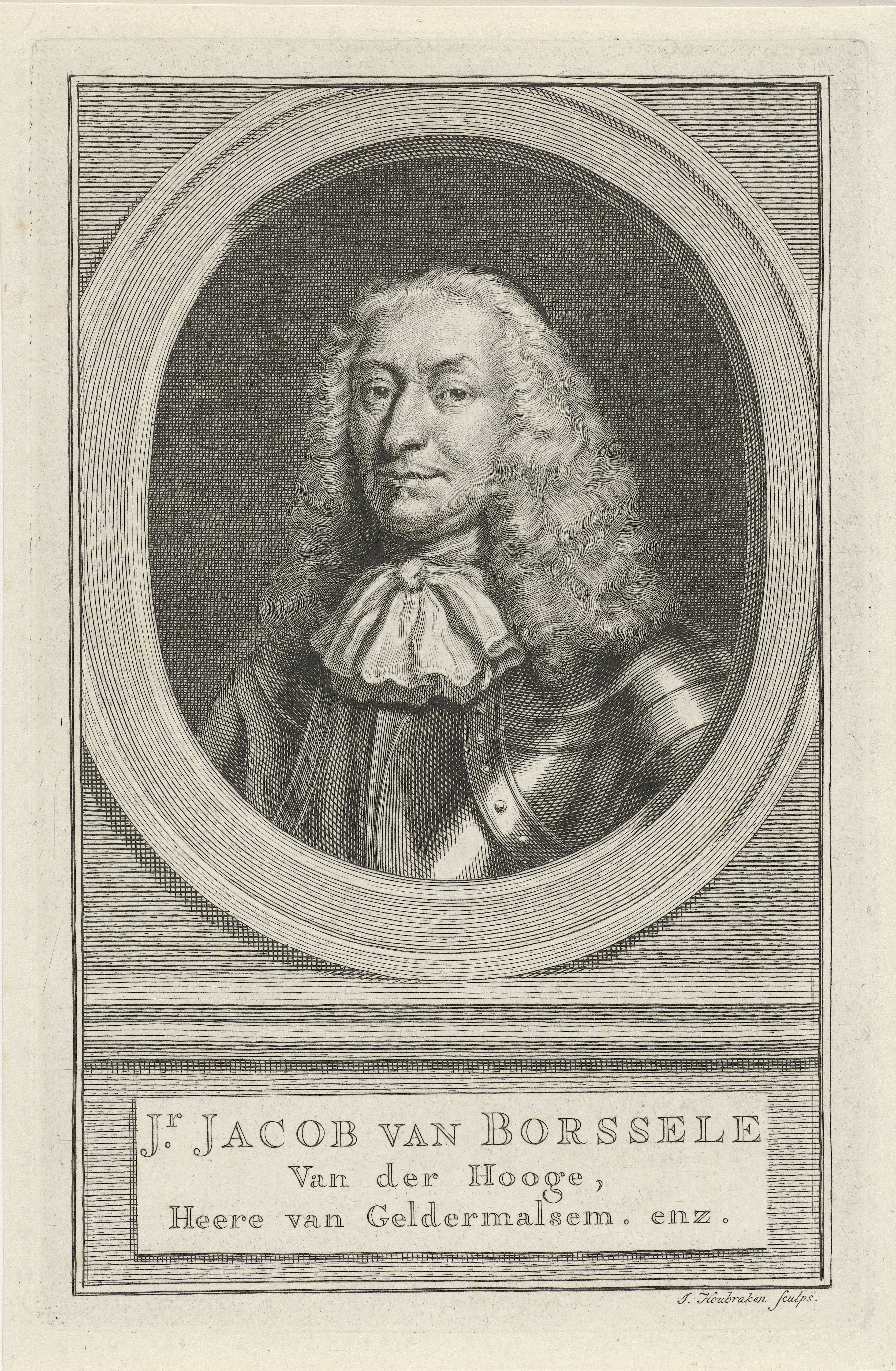
Jacob Borssele van der Hooghe
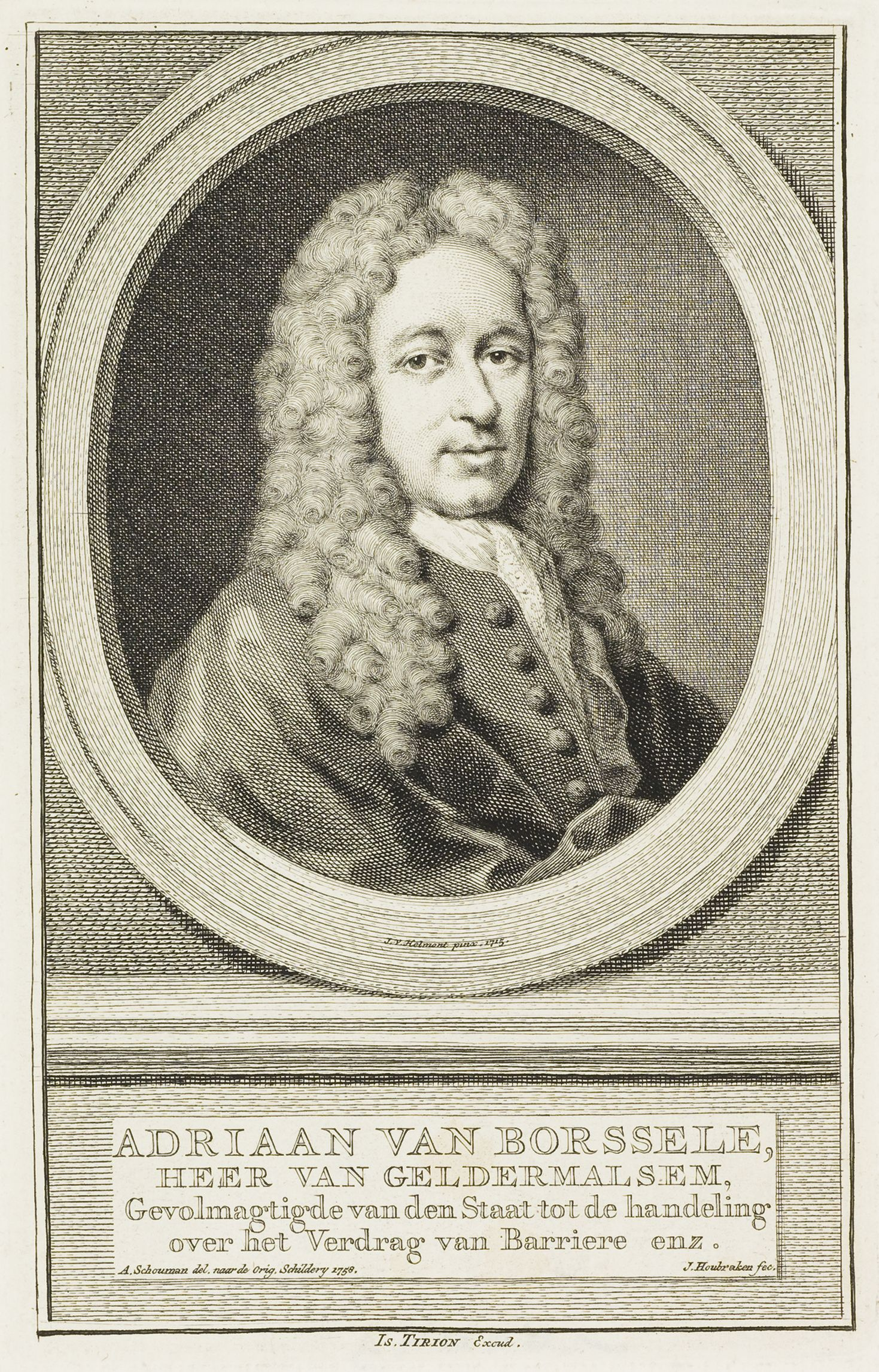
Adriaan van Borssele
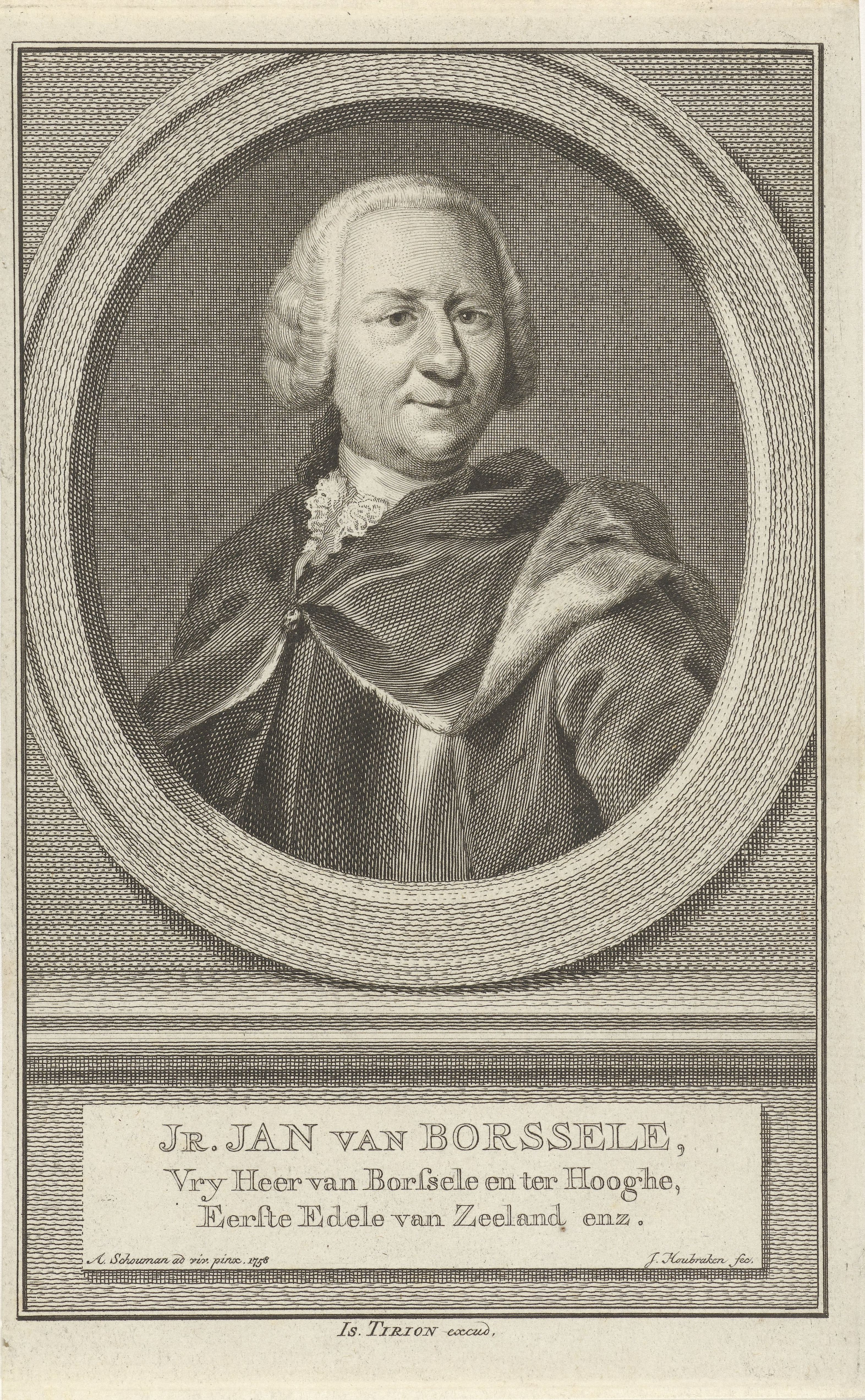
Jan Borssele

## Betwistingen in Nederlanden
Rond die tijd begon de betwisting over de naam, de afkomst en de adellijke kwaliteit van de familie.
De Ridderschap van Utrecht weigerde een andere zoon van Adriaan, Philips-Jacob van Borssele van der Hooghe (ca. 1700 – na 1759) als lid te erkennen en zitting te laten nemen in de Staten van Utrecht op de bank van de edelen, omdat ze de bewijzen van zijn adeldom onvoldoende achtten. Anna van Hannover (1709-1759), vanaf 1751 regentes van de Verenigde Provincies na de dood van Willem IV, wees de bezwaren af en ondanks luid en schriftelijk protest bekrachtigde ze Borsseles' lidmaatschap van de vergadering van edelen. De afstamming bleef niettemin betwist en daarom werden de Noord-Nederlandse leden van de familie in 1814 en 1819 slechts in het laagst mogelijke echelon, met de predicaten jonkheer en jonkvrouw, in de Nederlandse adel toegelaten. Dit werd gedaan onder de enigszins verwonderlijke naam Van Borssele. Het geslacht is in 1917 uitgestorven.

## Barons in België
De naar Zuid-Nederland uitgeweken naamdragers slaagden beter in hun opzet. Pieter-Lodewijk van Borsselen liet in 1760 een stamboom goedkeuren door de Heraldische Kamer in Brussel. De omkoopbaarheid van de wapenherauten die deze Kamer bevolkten, was bekend. Toch maakte dit officiële lichaam in dit geval enig voorbehoud en verklaarde dat het onduidelijk bleef hoe de familie Van der Hooghe gesproten kon zijn uit de tak Van Borssele van Zandycke.
Dit voorbehoud belette niet dat de Zuid-Nederlandse tak, bekend als Van Borssele van der Hooghe, in 1816 van Willem I de adelserkenning met de (niet overdraagbare, persoonlijke) baronstitel kon verkrijgen. Deze van Borsseles beschouwden zich als ‘descendentium perantiquae et illustrissimae stirpis’, zoals ze op hun graftomben lieten beitelen. Deze familietak stierf met de geadelde Nicolas uit in 1829.

## Afstamming van der Hooghe van Borssele
De afstamming is als volgt:
- Jacob Claes Janszoon (1460), schepen en burgemeester van Middelburg
  - Adriaen Jacob Claeszoon, heer in Kleverskerke en van Ter Hooghe (-1496), burgemeester van Middelburg x Adriana van de Hoogerdeure, vrouwe van Spreeuwestein
    - Joos van der Hooghe, heer in Kleverskerke en van Ter Hooghe en Spreeuwestein (-1504 of 1505), schepen en burgemeester van Middelburg, lid van de Vierschaar in Middelburg, x Adriana van Wissekerke
      - Adriaen van der Hooghe, heer in Kleverskerke en van Spreeuwestein (-1545), schepen van Middelburg x Clara Jan Gerijtszoonsdochter
        - Jan van der Hooghe ([1522]-tussen 1571 en 1576), schepen van Middelburg, x Anna van Domburg
          - Pieter van der Hooghe, heer van Ter Hooghe en in Kleverskerke, Geersdijk, enz. (-1607), schepen van Middelburg, onder de Edelen van Zeeland, ontvanger generaal Bewesterschelde, x Cornelia Bourgeois
            - mr. Philips van Borssele van der Hooghe, heer in Kleverskerke, Geersdijk, enz. (circa 1586-1662), x Marie Laurin, xx Helena de Turchi
              - Pieter van Borssele van der Hooghe, heer van Ter Hooghe en in Kleverskerke (-1679) x Maria Theresia Constantia van der Goes
                - Philippe Joseph van Borssele van der Hooghe, heer van Ter Hooghe (-1713, verkoop), enz. (1669-1727), schepen van Brugge, burgemeester van 't Vrije van Brugge x Marie Isabelle le Boeuf, xx Isabella Rodriguez di Evora y Vega (1669-1735)
                  - Pierre Louis van Borssele van der Hooghe (1709-1771), schepen en burgemeester van 't Vrije van Brugge x Jeanne D'Henrart de Ramelos, xx Isabelle Van der Meersch
                    - Philippe Nicolas Joseph baron van Borssele van der Hooghe (1751-1829), lid van de Eerste Kamer x Isabelle Simon de Ville (1767-1847)

        - Adriaan van der Hooghe, heer in Kleverskerke (circa 1549-1613), raad, schepen en burgemeester van Middelburg x Maria de Pardieu xx Maeyken Lost, xxx Johanna van Os
          - Joos van der Hooghe, heer in Kleverskerke ([1585]-1666), schepen, thesaurier en burgemeester van Middelburg x Cornelia van der Dussen
            - Jacob van der Hooghe, later van Borssele, heer van Geldermalsen en in Kleverskerke (1622-1686), schepen van Middelburg x Maria van Varick
              - Adriaan van Borssele van der Hooghe, heer in Kleverskerke en van Geldermalsen (1658-1728), diplomaat x Geertruid van Welderen (1674-1732)
                - mr. Willem Hendrik van Borssele, heer van Geldermalsen en in Kleverskerke (1697-1746), burgemeester van Zaltbommel x Albertina Clasina van Brakell, xx Maria Van Wijhe (1721-1754)
                  - mr. Adriaen Jan van Borssele, heer van Geldermalsen en in Kleverskerke (1746-1806), raad, schepen en burgemeester van Vlissingen x Cornelia Jacqueline Antoinette van Schuylenburch (1764-1802)
                    - jhr. Anthony Willem van Borssele, heer van Wadenoijen en Tedingsweerd, en van Borssele (1784-1857), kamerheer honorair van koningen Willem I en II x Elisabeth Numans (1798-1880)
                      - jkvr. Antonia van Borssele (1825-1888), x mr. Frederik Hendrik van Persijn (1828-1904), rechter, burgemeester van Amersfoort
                      - jhr. Antoon Willem van Borssele, heer van Borssele (1823-1903), burgemeester van Ede, lid provinciale staten van Gelderland, lid Tweede Kamer x Françoise Stephanie barones van Brakell
                      - jkvr. Elisabeth Cornelia van Borssele (1830-1917), laatste telg van het geslacht, x mr. Carel August Nairac (1815-1883), burgemeester van Barneveld

                - Jan van Borssele, heer van Borssele en van Ter Hooghe (1707-1764), raad van Middelburg, x Anna Margriet Elisabeth Coninck, vrouwe van Ritthem, Lemhove en Sint-Pietersdamme (1729-1794)
                  - jhr. Willem Zelandus van Borssele, heer van Borssele en van Ter Hooghe (1757-1837), pensionaris honorair van Vlissingen, lid Provinciale Staten van Zeeland

## Familiewapen

A.W. Van Borssele benoeming 1814
P.N.J. Van Borssele van der Hooghe, benoeming en titelverlening 1816

Het stamwapen van de familie van Borssele is zwart met een zilveren balk. Het komt ook voor in een aantal gemeentewapens waar de familie Van Borssele, of een van haar afsplitsingen, bezittingen had. Dit zijn meestal wapens in Zeeland (Baarsdorp (niet helemaal zeker), Brigdamme, Ellewoutsdijk, Tholen, Veere), maar ook Westbroek in Utrecht. De familie Van der Hooghe heeft het wapenschild van de oude familie Van Borssele overgenomen.

## Bekende vertegenwoordigers Van Borssele van der Hooghe
- Philippe van Borssele van der Hooghe (Brugge 1751-1829), lid van de Eerste Kamer der Staten Generaal.
- Anton Willem van Borssele (1829-1903), burgemeester van Ede.

## Schrijfwijze
De twee namen die de familienaam uitmaken, worden op verschillende manieren geschreven:
- Van Borsseele, Borsele, Borseelen, Borseele
- Van der Hooghen, Van der Hooghe, Van der Hooge